# (447178) 2005 RO43
(447178) 2005 RO43 est un centaure d'environ 200 kilomètres de diamètre.